# Corin Hardy
Corin Hardy (nascut el 6 de gener de 1975) és un director de cinema anglès. Va fer el seu debut com a director amb la pel·lícula de terror del 2015 The Hallow, que també va coescriure.
Va dirigir la pel·lícula de terror del 2018 The Nun, una sèrie derivada de L'expedient Warren: El cas Enfield (2016) i la cinquena pel·lícula de The Conjuring Universe.
El 2020, va dirigir quatre episodis de la primera sèrie de Gangs of London, una sèrie de televisió produïda per a Sky Atlantic, abans de convertir-se en showrunner per a la segona sèrie de 2022 de la sèrie, i coescriptura de la tie-in novel·la gràfica Ghosts .

## Primers anys
Hardy va començar com a "fabricant de monstres" d'efectes especials al seu cobert de bicicletes als 12 anys i va fer pel·lícules de Super 8 amb els seus amics de l'escola.

## Filmografia
Curtmetratge
| Any  | Títol       | Director | Guionista | Notes                                              |
| ---- | ----------- | -------- | --------- | -------------------------------------------------- |
| 2003 | Butterfly   | Sí       | Sí        | També productor, director de fotografia i muntador |
| 2012 | In the Back | Sí       | Sí        |                                                    |

Llargmetratge
| Any  | Títol      | Director | Guionista |
| ---- | ---------- | -------- | --------- |
| 2015 | The Hallow | Sí       | Sí        |
| 2018 | The Nun    | Sí       | No        |
| TBA  | Whistle    | Sí       | No        |

Televisió
| Anys         | Títol           | Director | Productor executiu | Notes                                                    |
| ------------ | --------------- | -------- | ------------------ | -------------------------------------------------------- |
| 2020–present | Gangs of London | Sí       | Sí                 | 8 episodis; Paper de fals Shemp; Showrunner: Temporada 2 |